# Canton de Montluel
Le canton de Montluel est une ancienne division administrative française, située dans le département de l'Ain en région Auvergne-Rhône-Alpes.

## Géographie
Ce canton était organisé autour de Montluel dans l'arrondissement de Bourg-en-Bresse. Son altitude variait de 175 m pour Niévroz à 319 m pour La Boisse, avec une moyenne de 215 m.

## Histoire

Localisation du canton dans l'Ain avant 2015

De seize communes à l'origine, le canton en a perdu deux en 1968, Rillieux et Crépieux-la-Pape, rattachées au département du Rhône et cinq autres en 1982 qui depuis forment le canton de Miribel. À noter qu'en 1968, le hameau de Vancia est passé du territoire de Miribel à celui de Rillieux, quittant ainsi le territoire du canton de Montluel.
Conformément au décret du 13 février 2014, en application de la loi du 17 mai 2013 prévoyant le redécoupage des cantons français, le canton disparaît à l'issue des élections départementales de mars 2015. Les communes qui le composaient sont réparties dans les cantons de Meximieux et de Miribel.

## Représentation

### Conseillers généraux de 1833 à 2015
| Période       | Période          | Identité                     | Étiquette              | Qualité |
| ------------- | ---------------- | ---------------------------- | ---------------------- | --- |
| 1833          | 1841 (démission) | Jean Peguet père (1786-1842) |                        | Notaire à Montluel                                                                                         |
| 1841          | 1845             | Jean-Marie Digoin            |                        | Avocat à Lyon Propriétaire au Fouilhoux à Sainte-Croix, conseiller d'arrondissement                        |
| 1845          | 1848             | Jean Peguet fils             |                        | Notaire à Montluel                                                                                         |
| 1848          | 1852             | Joseph Cotton                |                        | Notaire à Miribel, commandant de la Garde Nationale à Montluel                                             |
| 1852          | 1866 (décès)     | Henri Aynard                 |                        | Négociant, ancien Président du Tribunal de commerce de Lyon maire de Montluel, conseiller d'arrondissement |
| 1866          | 1871             | Joseph Budin                 |                        | Maire de Montluel, ancien trésorier général                                                                |
| 1871          | 1883             | Jean-Baptiste Braquy         | Républicain            | Chef d'institution, maire d Dagneux                                                                        |
| 1883          | 1892 (décès)     | Pierre-Joseph Lamberet       |                        | Notaire honoraire, propriétaire à Montluel                                                                 |
| 1892          | 1906 (décès)     | Antoine Delorme              | Rad.                   | Maire de Dagneux, juge de paix à Trévoux                                                                   |
| 1907          | 1907             | Jean-Marius André            | Rad.                   | Maire de Beynost                                                                                           |
| 1907          | 1912 (décès)     | Emmanuel Fougerouse          | Rad.                   | Docteur-médecin à Montluel                                                                                 |
| 1912          | 1940             | Auguste Chaunier             | Rad.                   | Avocat à la Cour d'appel de Lyon Maire de Montluel                                                         |
|               |                  |                              |                        | |
| 1942          | 1945             | Émile Cizain (1885-1976)     |                        | Entrepreneur de travaux publics Maire de Montluel Nommé conseiller départemental en 1942                   |
|               |                  |                              |                        | |
| 1945          | 1967             | Auguste Chaunier             | Rad.                   | Avocat à la Cour d'appel de Lyon                                                                           |
| 1967          | 1969             | Marcel-Yves André            | SE                     | Maire de Crépieux-la-Pape (1959-72) Élu dans le Canton de Rillieux-la-Pape                                 |
| 1er juin 1969 | 1979             | Pierre Cormorèche            | Centriste puis UDF-CDS | Maire de Montluel (1968-99) - Secrétaire général de la FNSEA                                               |
| 1979          | 1985             | Michel Boissy                | PS                     | Instituteur, Saint-Maurice-de-Beynost                                                                      |
| 1985          | 1998             | Pierre Cormorèche            | UDF-CDS                | Maire de Montluel (1968-99)                                                                                |
| 1998          | 2011             | Jacky Bernard                | PS                     | Directeur d'établissement médico-social Maire de Montluel Vice-président du Conseil général                |
| 2011          | 2015             | Danielle Bouchard            | DVD                    | Monitrice d'auto-école Conseillère municipale à Dagneux                                                    |

### Conseillers d'arrondissement (de 1833 à 1940)
| Période                                  | Période      | Identité               | Étiquette   | Qualité |
| ---------------------------------------- | ------------ | ---------------------- | ----------- | --- |
| 1833                                     | 1839         | Jean Marie Digoin      |             | Propriétaire, maire de Sainte-Croix                                                                         |
| 1839                                     | 1845         | Joseph Antoine Delord  |             | Propriétaire, maire de Montluel                                                                             |
| 1845                                     | 1848         | Victor Janez           |             | Notaire, maire de Montluel (1845-1848)                                                                      |
| 1848                                     | 1852         | Henri Aynard           |             | Président du Tribunal de commerce de Lyon, maire de Montluel                                                |
| 1852                                     | 1855         | Henri Gros             |             | Juge de paix                                                                                                |
| 1855                                     | 1871         | Charles-Adrien Rudigoz |             | Notaire, adjoint au maire de Montluel                                                                       |
| 1871                                     | 1877         | M. Méziat              |             | |
| 1877                                     | 1886         | Antoine Seyrol         |             | Notaire puis rentier à Miribel                                                                              |
| 1886                                     | 1895         | Jean-Baptiste Sève     | Républicain | Maire de Miribel (1881-1888)                                                                                |
| 1895                                     | 1904         | Pierre Péguet          |             | Propriétaire rentier, maire de Miribel (1894-1900)                                                          |
| 1904                                     | 1910         | Abraham Gauthier       | Radical     | Maire de Miribel (1900-1912)                                                                                |
| 1910                                     | 1928 (décès) | Pierre Coqui           |             | Propriétaire, patron de bar, maire de Miribel (1912-1928)                                                   |
| 1928                                     | 1934 (décès) | Louis Berthet          |             | Marchand de vins, maire de Miribel (1928-1934)                                                              |
| 1934                                     | 1940         | Pétrus Besson          | Radical     | Chef d'entreprise, maire de Miribel (1934-1953)                                                             |
| 1940                                     |              |                        |             | Les conseils d'arrondissement ont été suspendus par la loi du 12 octobre 1940 et n'ont jamais été réactivés |
| Les données manquantes sont à compléter. |              |                        |             | |

Source : Journal Le Courrier de l'Ain sur le site des archives départementales.

## Composition
Le canton de Montluel regroupait neuf communes :
| Nom                  | Code Insee | Intercommunalité            | Population (dernière pop. légale) |
| -------------------- | ---------- | --------------------------- | --------------------------------- |
| Montluel (chef-lieu) | 01262      | CC de la Côtière à Montluel | 7 036 (2014)                      |
| Balan                | 01027      | CC de la Côtière à Montluel | 2 973 (2014)                      |
| Béligneux            | 01032      | CC de la Côtière à Montluel | 3 296 (2014)                      |
| La Boisse            | 01049      | CC de la Côtière à Montluel | 2 932 (2014)                      |
| Bressolles           | 01062      | CC de la Côtière à Montluel | 826 (2014)                        |
| Dagneux              | 01142      | CC de la Côtière à Montluel | 4 441 (2014)                      |
| Niévroz              | 01276      | CC de la Côtière à Montluel | 1 529 (2014)                      |
| Pizay                | 01297      | CC de la Côtière à Montluel | 749 (2014)                        |
| Sainte-Croix         | 01342      | CC de la Côtière à Montluel | 547 (2014)                        |

## Démographie
| 1962  | 1968  | 1975   | 1982   | 1990   | 1999   | 2006   | 2011   | 2012   |
| ----- | ----- | ------ | ------ | ------ | ------ | ------ | ------ | ------ |
| 8 222 | 9 278 | 11 949 | 14 053 | 18 016 | 20 103 | 21 717 | 23 288 | 23 713 |

## Histoire électorale

### Élection de 2011

#### 1ertour
Les résultats du premier tour qui se déroule le 20 mars 2011 sont les suivants :
|                | Albert Belthier        | FG (PCF)       | 223    | 3,9    |  |  |
|                | Danielle Bouchard      | DVD            | 1 817  | 31,4   |  |  |
|                | Laurent Mallet         | EÉLV           | 528    | 9,1    |  |  |
|                | Jacky Bernard*         | PS             | 1 775  | 30.7   |  |  |
|                | Nicole de Lacheisserie | FN             | 1 436  | 24,9   |  |  |
|                |                        |                |        |        |  |  |
| Inscrits       | Inscrits               | Inscrits       | 14 103 | 100,00 |  |  |
| Abstentions    | Abstentions            | Abstentions    | 8 250  | 58,5   |  |  |
| Votants        | Votants                | Votants        | 5 853  | 41,5   |  |  |
| Blancs et nuls | Blancs et nuls         | Blancs et nuls | 74     | 0,52   |  |  |
| Exprimés       | Exprimés               | Exprimés       | 5 779  | 40,98  |  |  |

*sortant
Seuls les deux candidats arrivés en tête du premier tour, ont réussi à réunir un nombre de voix supérieur à 12,5 % des inscrits (ici un nombre de voix supérieur à 1 763 voix) : le second tour voit donc s'opposer Danielle Bouchard (DVD) et Jacky Bernard (PS).

#### 2etour
Le 2e tour se déroule le 27 mars 2011.
|                | Danielle Bouchard | DVD            | 3082   | 52,4   |  |  |
|                | Jacky Bernard     | PS             | 2801   | 47,6   |  |  |
|                |                   |                |        |        |  |  |
| Inscrits       | Inscrits          | Inscrits       | 14 103 | 100,00 |  |  |
| Abstentions    | Abstentions       | Abstentions    | 7 932  | 56.24  |  |  |
| Votants        | Votants           | Votants        | 6 171  | 43,76  |  |  |
| Blancs et nuls | Blancs et nuls    | Blancs et nuls | 288    | 2,04   |  |  |
| Exprimés       | Exprimés          | Exprimés       | 5 883  | 41,71  |  |  |

### Élection de 1969
Pierre Cormorèche (sans étiquette), maire de Montluel remporte l'élection avec 4 665 voix en battant Maxime Sommeron (sans étiquette), maire de Neyron (1 995 voix) et Marcel Prunier (parti communiste), 1 339 voix. Marcel André, conseiller général sortant était démissionnaire (il se présente et est élu lors de l'élection partielle dans le nouveau canton de Rillieux, créé dans le département du Rhône).